# Хильчичи (Середино-Будский район)
Хильчичи (укр. Хильчичі) — село,
Кривоносовский сельский совет,
Середино-Будский район,
Сумская область,
Украина.
Код КОАТУУ — 5924483204. Население по переписи 2001 года составляло 323 человека.

## Географическое положение
Село Хильчичи находится на правом берегу реки Бычиха, которая через 2 км впадает в реку Свига,
ниже по течению на расстоянии в 0,5 км расположено село Таборище,
на противоположном берегу — село Кривоносовка.

## История
По утверждению глуховского протопопа Алексея Галяховского, который владел селом во время проведения Генерального следствия о маетностях Стародубского полка 1729 года, Хильчичи поселил при польском правлении слуга Пясочинского Хилкевич «и за заслугу оную от Пясочинского» получил их «в особливое владение».
Однако это утверждение ошибочно. Хильчичи были поселены ещё до передачи в 1619 году Северских земель в состав Речи Посполитой, в конце XVI — начале XVII вв. Об этом свидетельствует жалованная грамота польского короля Сигизмунда от 20 апреля 1610 года о пожаловании деревеньки Фильчичи (Хильчичи) в Новгород-Северском уезде Ивану Васильевичу Щёголеву.
После заключения в декабре 1618 года Деулинского перемирия Хильчичи были переданы в состав Речи Посполитой. На момент передачи села Польше, в конце июня 1619 года, в них числилось 4 подданных московского царя, которые вместе с двумя подданными села Очкино платили дань в царскую казну в размере 2 злотых и 1 пуда мёда в год.
Через несколько лет после перехода Северских земель к Польше Хильчичи были пожалованы Новгород-Северскому капитану Матиашу Бучинскому, а от него перешли к Стефану Речинскому, который в разное время служил мечником, подсудком, судьёй Новгород-Северского повета и поручиком надворной хоругви А. Пясочинского.
В апреле 1644 года Стефан Речинский уступил Хильчичи Новгород-Северскому старосте Александру Пясочинскому, который владел ими на ленном праве до своей смерти, наступившей в декабре 1645 года, после чего село перешло во владение его жены Эльжбеты и сына Яна.
После освобождения Украины от поляков Хильчичи были включены в разряд «войсковых сёл» и во время правления Ивана Самойловича (1672—1687), Ивана Мазепы (1687—1708) и Ивана Скоропадского находились в ведомстве старшины сотенной и ратушной новгород-северской, а 3 марта 1716 года были пожалованы гетманом Скоропадским глуховскому протопопу Алексею Галяховскому, в «спокойное владение». К тому времени часть жиховских земель, сенокосов и другого недвижимого имущества уже находились во владении Григория Лукьяновича Жоравко и Данилы Герасимовича Кутневского, которые приобрели их путём «скупли» крестьянских дворов.
По ревизии 1723 года в Хильчичах числились 45 дворов и 23 хаты, из которых Алексею Галяховскому принадлежало 8 дворов и 12 хат, Г. Л. Жоравко — 6 хат, Д. Г. Кутневскому — 5 хат и казакам — 37 дворов.
После смерти Г. Л. Жоравко (? — 23.04.1724), принадлежавшие ему владения в Хильчичах достались его жене Анне Павловне Жоравко (? — 13.04.1731), а от неё перешли к её единственной дочери Марии Григорьевне Жоравко (? — до 1748). 23 января 1732 года Мария Григорьевна вышла замуж за мглинского сотника Максима Михайловича Турковского и передала ему в приданое мельницу в селе Хильчичах, слободку Хильчанскую и другое недвижимое имущество, которое 29 апреля 1732 года было закреплено за ним универсалом гетмана Апостола. Однако после смерти Марии Григорьевны указанное имущество было возвращено её родственникам и передано в собственность её двоюродному брату Ивану Тимофеевичу Жоравко.
Владения Д. Г. Кутневского (? — 9.04.1732) после его смерти перешли по наследству к его жене Марии Савичне Савич (? — после 1742), а от неё — к её детям, бунчуковым товарищам Василию Даниловичу Кутневскому и Ивану Даниловичу Кутневскому, а после смерти И. Д. Кутневского — к его жене Параскевии Кутневской.
Что касается владений Алексея Галяховского (? — после 1747), то после его смерти они достались его детям: глуховскому канцеляристу Петру Галяховскому и переводчику при императорском Кабинете413 Демьяну Галяховскому. Кто-то из них продал свою часть Хильчичей братьям Юркевичам: Пантелеймону, Сафону и Николаю, а Пантелеймон Юркевич перепродал свою часть стародубскому полковому есаулу Фёдору Кирилловичу Чернацкому.
На момент проведения Румянцевской описи Малороссии 1765—1768 гг. в Хильчичах числился 21 двор и 16 бездворных хат, из которых бунчуковому товарищу В. Д. Кутневскому принадлежало 2 подсоседческих двора, Параскевии Кутневской — 1 бездворная хата, есаулу И. Т. Жоравко — 6 дворов, полковому есаулу Ф. К. Чернацкому — 4 двора и 11 бездворных хат и графу Кириллу Григорьевичу Разумовскому — 8 дворов и 4 бездворные хаты. В указанную опись не были включены владения Сафона и Пантелеймона Юркевичей, хильчичских казаков и других собственников.
После проведения Румянцевской описи Малороссии, в 1775 году, Сафон Юркевич продал за 150 руб. свою часть Хильчичей войсковому канцеляристу Пантелеймону Федоровичу Чернацкому (1750 — ?), а та часть села, которая принадлежала Николаю Юркевичу, перешла по наследству к его сыну — бунчуковому товарищу Петру Юркевичу, а от него к его жене Марии Васильевне Юркевич (урожденной Завадовской).
На момент описания Новгород-Северского наместничества 1779—1781 гг., в Хильчичах числилось 79 дворов и 100 хат, из которых выборным казакам принадлежало 9 дворов и 14 хат, подпомощникам — 31 двор и 42 хаты, статскому советнику И. Т. Жоравко — 3 двора и 3 хаты, войсковому канцеляристу Юркевичу (?) — 5 дворов и 7 хат, Галяховскому (?) — 4 двора и 4 хаты, Кутневскому (Василию Даниловичу, Михаилу Ивановичу и Петру Ивановичу) — 3 двора и 2 хаты и войсковому канцеляристу П. Ф. Чернацкому — 25 дворов и 28 хат.
После смерти П. Ф. Чернацкого его владения в Хильчичах унаследовал его сын, титулярный советник Даниил Пантелеймонович Чернацкий (1807 — до 1861), а от него они перешли к его жене и детям: Григорию (1849 — ?), Фёдору (1851 — ?), Евдокии (1843 — ?) и Марии (? — ?). Кому достались владения других собственников, мы не знаем.
Накануне отмены крепостного права, в 1859 году, в Хильчичах проживало 994 жителя, работал винокуренный завод Чернацкого и несколько мельниц. Около половины всех жителей села (194 крепостных мужского пола со своими семьями) принадлежали поручику Григорию Даниловичу Чернацкому, а остальные — другим собственникам: Е. Г. Берновой, А. А. Юркевичу, И. А. Юркевичу и т. д.
В пореформенное время на хильчичских землях поселился земский начальник Новгород-Северского уезда (район Задесенья) Николай Степанович Лукьяненко-Огнянко. По воспоминаниям старожилов, он жил в двухэтажном кирпичном доме между Хильчичами и Кривоносовкой, занимался сельским хозяйством и был хорошим хозяином и толковым руководителем.
После его смерти принадлежавшие ему владения в Хильчичах унаследовал его сын Константин Николаевич Лукьяненко-Огнянко, который страдал слабоумием, жил не по-дворянски и после революции ходил по селу и просил милостыню.
В начале 80-х годов XIX века в Хильчичах работали 2 ветряных мельницы и 1 крупорушка, в 1910 году появился первый телефон, а в 1914 году — почтовая контора.
С середины 90-х годов XIX века село являлось административным центром Хильчичской волости Новгород-Северского уезда, в состав которой в 1897 году входили сёла: Боровичи, Журавка, Кренидовка, Кривоносовка, Мефёдовка, Очкино, Таборище, Червоное и другие населённые пункты.
В 1702 году местная громада построила в Хильчичах православную церковь деревянной постройки в честь Рождества Пресвятой Богородицы и выделила на содержание её священнослужителей обширный участок земли. Со временем при церкви была открыта церковно-приходская школа, в которой в 1768 году преподавал дьяк.
По преданию, церковь была построена в «нехорошем месте» и в неё часто попадала молния. В связи с этим её дважды, в 1770 и 1830 годах, переносили на новое место.
В октябре 1860 года при обновлённой Рождество-Богородичной церкви была открыта церковно-приходская школа, в которой в 1860—1861 учебном году обучалось 18 мальчиков и 9 девочек.
По высочайше утверждённому расписанию приходов и причтов Черниговской епархии от 17 января 1876 года, Рождество-Богородичная церковь входила в состав Глазовско-Хильчичско-Кривоносовского прихода, настоятелем которого в 1879 году был священник Николаевской церкви села Глазово Сергей Андриевский, а помощником настоятеля — священник Рождество-Богородицкой церкви села Хильчичи Алексей Кутепов.
В разное время в церкви служили Алексей Кутепов (? — 1879 — ?), Фёдор Андриевский (? — 1899—1901 — ?) и другие священники.
После революции в Хильчичах возвели новую церковь на новом месте. Однако вскоре её закрыли, а в её помещениях в начале 30-х годов разместили сельский клуб, библиотеку и почту.
В 1888 году в селе была открыта земская школа, в которой в 1901 году обучалось 60 мальчиков и 9 девочек. Школа находилась рядом с церковью, состояла из одной классной комнаты, библиотеки и квартиры для учителя и содержалась за счёт средств земства и сельского общества.

### УССР
- 15 октября 1932 года[уточнить] вошло в новообразованную Черниговскую область в составе Украинской Советской Социалистической Республики. Являлось райцентром.

- 10 января 1939 года Указом Президиума Верховного совета СССР Хильчицкий район был из состава Черниговской области передан в новообразованную Сумскую область.

## Экономика
- Молочно-товарная и свино-товарная фермы.
- «Искра», ООО.

## Объекты социальной сферы
- Школа.

## Известные люди
- Рубан Пётр Васильевич (1950—1984) — Герой Советского Союза, родился в селе Хильчичи.